# Nao (robot)
NAO (phát âm là Nao) là một robot hình người tự động và có thể lập trình. NAO được phát triển bởi Aldebaran Robotics, một công ty robot của Pháp có trụ sở tại Paris, được SoftBank Group mua lại vào năm 2015 và đổi tên thành SoftBank Robotics. Sự kiện ra mắt của Dự án Nao vào năm 2004 đánh dấu sự phát triển của robot NO. Vào ngày 15 tháng 8 năm 2007, Nao đã thay thế chú chó robot Aibo của Sony làm robot sử dụng trong RoboCup Standard Platform League (SPL), một cuộc thi quốc tế về bóng đá dành robot. Nao đã được sử dụng trong RoboCup 2008 và 2009, và NaoV3R được chọn làm nền tảng cho SPL tại RoboCup 2010.
Một số phiên bản của robot đã được phát hành kể từ năm 2008. Nao Academics Edition được phát triển cho các trường đại học và phòng thí nghiệm cho mục đích nghiên cứu và giáo dục. Phiên bản này được phát hành cho các tổ chức vào năm 2008 và được công bố rộng rãi vào năm 2011. Nhiều bản nâng cấp khác nhau cho nền tảng Nao đã được phát hành, bao gồm Nao Next Gen 2011 và Nao Evolution 2014.
Robot Nao đã được sử dụng cho mục đích nghiên cứu và giáo dục trong nhiều cơ sở học thuật trên toàn thế giới. Tính đến năm 2015, hơn 5.000 đơn vị Nao đang được sử dụng tại hơn 50 quốc gia.

## Lịch sử phát triển
Aldebaran Robotics được thành lập vào năm 2005 bởi Bruno Maisonnier, người trước đó đã bắt đầu phát triển robot trong "Dự án Nao" vào năm 2004. Sáu phiên bản mẫu của Nao được thiết kế từ năm 2005 đến năm 2007. Vào tháng 3 năm 2008, phiên bản sản xuất đầu tiên của robot, Nao RoboCup Edition, đã được phát hành cho các thí sinh của RoboCup năm đó. Nao Academics Edition được ra mắt dành cho các trường đại học, cơ sở giáo dục và phòng thí nghiệm nghiên cứu vào cuối năm 2008.
Vào mùa hè năm 2010, Nao đã gây chú ý trên toàn cầu với màn khiêu vũ tâp thể tại Hội chợ triển lãm Thượng Hải ở Trung Quốc. Vào tháng 10 năm 2010, Đại học Tokyo đã mua 30 robot Nao cho Phòng thí nghiệm Nakamura của họ, với hy vọng phát triển các robot này thành những trợ lý chủ động làm việc trong phòng thí nghiệm. Vào tháng 12 năm 2010, một robot Nao đã trình màn hài độc thoại, và một phiên bản mới hơn của robot đã được ra mắt, có cánh tay và động cơ đựoc cải tiến hơn. Vào tháng 5 năm 2011, Aldebaran thông báo rằng họ sẽ phát hành mã nguồn điều khiển của Nao ra công chúng dưới dạng phần mềm nguồn mở. Vào tháng 6 năm 2011, Aldebaran đã huy động được 13 triệu đô la Mỹ trong một vòng đầu tự mạo hiểm do Intel Capital dẫn đầu. Năm 2013, Aldebaran được SoftBank Mobile của Nhật Bản mua lại với giá 100 triệu đô la Mỹ.
Vào tháng 12 năm 2011, Aldebaran đã cho ra mắt Nao Next Gen, có các cải tiến về phần cứng và phần mềm như camera độ phân giải cao, độ bền được cải thiện, hệ thống chống chống va chạm và tốc độ đi bộ nhanh hơn. Nao Evolution đã được phát hành vào tháng 6 năm 2014 với  độ bền cao hơn và đã cải thiện phần tổng hợp giọng nói đa ngôn ngữ, cải thiện khả năng nhận dạng vật thể và khuôn mặt bằng cách sử dụng các thuật toán mới và cải thiện khả năng xác định vị trí nguồn âm thanh bằng cách sử dụng bốn micrô định hướng.
Aldeberan Robotics đã được SoftBank Group mua lại vào năm 2015 và đổi tên thành SoftBank Robotics.

## Sử dụng trong học thuật và khoa học
Kể từ năm 2011, hơn 200 tổ chức học thuật trên toàn thế giới đã sử dụng robot, bao gồm Đại học Hertfordshire và Nhóm RoboCup Bold Hearts của họ, Viện Công nghệ Thông tin Ấn Độ, Allahabad, Đại học Tokyo,  Viện Công nghệ Ấn Độ Kanpur, Đại học Dầu khí và Khoáng sản King Fahd của Ả Rập Xê Út, Đại học South Wales và Đại học Bang Montana. Năm 2012, robot Nao được tài trợ ở một trường học ở Anh để dạy trẻ tự kỷ; một số trẻ em nhận thấy những con robot biểu cảm, giống trẻ con hơn là con người. Trong bối cảnh rộng hơn, robot Nao đã được nhiều trường học ở Anh sử dụng để giới thiệu cho trẻ em về robot và ngành công nghiệp robot.
Đến cuối năm 2014, hơn 5.000 robot Nao đã được sử dụng tại các cơ sở giáo dục và nghiên cứu ở 70 quốc gia. Năm 2015, Tập đoàn tài chính Mitsubishi UFJ đã bắt đầu thử nghiệm robot Nao để sử dụng trong dịch vụ chăm sóc khách hàng tại các chi nhánh ngân hàng Nhật Bản của mình. Vào tháng 7 năm 2015, robot Nao đã chứng minh khả năng tự nhận thức cơ bản trong một thí nghiệm triết học tại Học viện Bách khoa Rensselaer ở New York, trong đó ba robot đã được thiết lập, hai trong số đó tắt tiếng; sau đó họ được cho biết rằng hai con trong số họ đã được cho một "viên thuốc câm", và yêu cầu tìm hiểu xem ai trong số họ không nhận thuốc đó. Sau khi trả lời ban đầu mà mình không biết, robot không tắt tiếng đã có thể nhận ra rằng mình ta đã không được đưa cho viên thuốc chống câm sau khi nghe thấy âm thanh của giọng nói của chính mình. Vào tháng 9 năm 2015, Viện Nghiên cứu Y tế và Sức khỏe của Pháp đã sử dụng robot Nao để thử nghiệm một hệ thống "ký ức tự truyện" (autobiographical memory) bằng robot được thiết kế để giúp đào tạo phi hành đoàn Trạm vũ trụ quốc tế và hỗ trợ bệnh nhân cao tuổi.
Nao có tiện ích như một robot nghiên cứu cho các trường học, cao đẳng và đại học để dạy lập trình và thực hiện nghiên cứu về tương tác giữa người và robot.
Vào tháng 8 năm 2018, RobotLAB đã phát hành một nền tảng học tập trực tuyến dành cho các trường học nhằm nâng cao việc sử dụng NAO cho STEM, Coding và Engineering.

## Sử dụng trong chăm sóc sức khỏe
Kể từ khi được phát hành vào năm 2004, Nao đã được thử nghiệm và triển khai trong một số tình huống chăm sóc sức khỏe, bao gồm cả việc sử dụng trong các trung tâm chăm sóc sức khỏe cho người cao tuổi và trong trường học.

## Thiết kế
Các phiên bản khác nhau của nền tảng robot Nao có 2, 14, 21 hoặc 25 bậc tự do (DoF). Một mô hình chuyên dụng với 21 DoF và không có tay kích hoạt đã được tạo ra cho cuộc thi Robocup. Tất cả các phiên bản Nao Academics đều có module đo lường quán tính với gia tốc kế, con quay hồi chuyển và bốn cảm biến siêu âm giúp cho Nao giữ thăng bằng và định vị trong không gian. Các phiên bản có chân bao gồm tám điện trở cảm ứng lực và hai thanh cản (bumpers). Nao Evolution 2014, có các khớp bằng kim loại chắc chắn hơn, khả năng cầm nắm được cải thiện và hệ thống định vị nguồn âm thanh được nâng cao sử dụng bốn micrô định hướng. Phiên bản gần đây nhất, được đặt tên là NAO6, được giới thiệu vào tháng 6 năm 2018.

### Phần mềm
Robot Nao được điều khiển bởi một hệ điều hành chuyên biệt trên nền tảng Linux, có tên là NAOqi. Hệ điều hành này làm chủ hệ thống đa phương tiện của robot, bao gồm bốn micrô (để nhận dạng giọng nói và định hướng vị trí âm thanh), hai loa (để tổng hợp văn bản thành giọng nói đa ngôn ngữ) và hai camera HD (cho thị giác máy tính, bao gồm nhận dạng khuôn mặt và vật thể). Robot cũng đi kèm với một bộ phần mềm bao gồm một công cụ lập trình đồ họa có tên Choregraphe, một gói phần mềm mô phỏng và một bộ công cụ phát triển phần mềm. Nao còn tương thích với Microsoft Robotics Studio, Cyberbotics Webots và Gostai Studio (URBI).
Vào tháng 8 năm 2018, RobotLAB đã phát hành Engage! K12. Đây là một nền tảng học tập trực tuyến dành cho các trường học nhằm nâng cao việc sử dụng NAO cho giáo dục STEM, lập trình và kỹ thuật. Vào tháng 2 năm 2018, công ty Phần Lan Utelias Technologies đã phát hành Elias Robot, một ứng dụng học tập giúp học ngôn ngữ với NAO.

### Thông số kỹ thuật
| Phiên bản                | Nao V3+ (2008) | Nao V3.2 (2009) | Nao V3.3 (2010) | Nao Next Gen (V4) (2011) | Nao Evolution (V5) (2014) | Nao Power 6 (V6) (2018) |
| ------------------------ | --- | --- | --- | --- | --- | --- |
| Cao                      | 573,2 milimét (22,57 in) | 573,2 milimét (22,57 in) | 573 milimét (22,6 in) | 573 milimét (22,6 in) | 574 milimét (22,6 in) | 574 milimét (22,6 in) |
| Bề dài (sâu)             | 290 milimét (11 in) | 290 milimét (11 in) | 311 milimét (12,2 in) | 311 milimét (12,2 in) | 311 milimét (12,2 in) | 311 milimét (12,2 in) |
| Bề ngang                 | 273,3 milimét (10,76 in) | 273,3 milimét (10,76 in) | 275 milimét (10,8 in) | 275 milimét (10,8 in) | 275 milimét (10,8 in) | 275 milimét (10,8 in) |
| Cân nặng                 | 4,83592 kilôgam (10,6614 lb) | 4,83592 kilôgam (10,6614 lb) | 4,996 kilôgam (11,01 lb) | 5,182530 kilôgam (11,42552 lb) | 5,305350006 kilôgam (11,69629464 lb) | 5,48 kilôgam (12,1 lb) |
| Nguồn                    | Pin lithium cung cấp 27.6 Wh ở 21.6V | Pin lithium cung cấp 27.6 Wh ở 21.6V | Pin lithium cung cấp 27.6 Wh ở 21.6V | Pin lithium cung cấp 27.6 Wh ở 21.6V | Pin lithium cung cấp 48.6 Wh ở 21.6V | Pin lithium cung cấp 62.5 Wh ở 21.6V |
| Thời gian hoạt động      | 60 phút (hoạt động ở mức tích cực) | 60 phút (hoạt động ở mức tích cực) | 60 phút (hoạt động ở mức tích cực) | 60 phút (hoạt động ở mức tích cực) | 90 phút (hoạt động ở mức tích cực) | 90 phút (hoạt động ở mức tích cực) |
| Số bậc tự do (DoF)       | 25 | 25 | 25 | 25 | 25 | 25 |
| CPU                      | x86 AMD GEODE 500 MHz | x86 AMD GEODE 500 MHz | x86 AMD GEODE 500 MHz | Intel Atom Z530 @ 1.6 GHz | Intel Atom Z530 @ 1.6 GHz | Intel Atom E3845 Quad Core @ 1.91 GHz |
| RAM                      | 256 MB | 256 MB | 256 MB | 1 GB | 1 GB | 4 GB DDR3 |
| Bộ nhớ                   | 2 GB Flash memory | 2 GB Flash memory | 2 GB Flash memory | 2 GB Flash memory + 8 GB Micro SDHC | 2 GB Flash memory + 8 GB Micro SDHC | 32 GB SSD |
| Hệ điều hành             | OpenNAO 1.6 (Dựa trên OpenEmbedded) | OpenNAO 1.8 (Dựa trên OpenEmbedded) | OpenNAO 1.10 (Dựa trên OpenEmbedded) | OpenNAO 1.12 (Dựa trên gentoo) | NAOqi 2.1 (Dựa trên gentoo) | NAOqi 2.8 (Dựa trên OpenEmbedded) |
| Hệ điều hành tương thích | Windows, Mac OS, Linux | Windows, Mac OS, Linux | Windows, Mac OS, Linux | Windows, Mac OS, Linux | Windows, Mac OS, Linux | Windows, Mac OS, Linux |
| Ngôn ngữ lập trình       | C++, Python, Java, MATLAB, Urbi, C, .Net | C++, Python, Java, MATLAB, Urbi, C, .Net | C++, Python, Java, MATLAB, Urbi, C, .Net | C++, Python, Java, MATLAB, Urbi, C, .Net | C++, Python, Java, MATLAB, Urbi, C, .Net | C++, Python, Java, MATLAB, Urbi, C, .Net |
| Môi trường mô phỏng      | Webots | Webots | Webots | Webots | Webots | Webots |
| Cameras                  | 2 camera OV7670 58°DFOV | 2 camera OV7670 58°DFOV | 2 camera OV7670 58°DFOV | 2 camera MT9M114 72.6°DFOV | 2 camera MT9M114 72.6°DFOV | 2 camera HD OV5640 67.4°DFOV |
| Cảm biến                 | 36 encoder sử dụng cảm biến Hall 2 con quay hồi chuyển 1 trục 1 gia tốc kế 3 trục 8 cảm biến lực 2 cảm biến va chạm ở hai chân Cảm biến siêu âm: 2 bộ phát, 2 bộ nhận. 2 cảm biến hồng ngoại 4 mic thu âm thanh 2 camera Cảm biến điện dung | 36 encoder sử dụng cảm biến Hall 2 con quay hồi chuyển 1 trục 1 gia tốc kế 3 trục 8 cảm biến lực 2 cảm biến va chạm ở hai chân Cảm biến siêu âm: 2 bộ phát, 2 bộ nhận. 2 cảm biến hồng ngoại 4 mic thu âm thanh 2 camera Cảm biến điện dung | 36 encoder sử dụng cảm biến Hall 2 con quay hồi chuyển 1 trục 1 gia tốc kế 3 trục 8 cảm biến lực 2 cảm biến va chạm ở hai chân Cảm biến siêu âm: 2 bộ phát, 2 bộ nhận. 2 cảm biến hồng ngoại 4 mic thu âm thanh 2 camera Cảm biến điện dung | 36 encoder sử dụng cảm biến Hall 2 con quay hồi chuyển 1 trục 1 gia tốc kế 3 trục 8 cảm biến lực 2 cảm biến va chạm ở hai chân Cảm biến siêu âm: 2 bộ phát, 2 bộ nhận. 2 cảm biến hồng ngoại 4 mic thu âm thanh 2 camera Cảm biến điện dung | 36 encoder sử dụng cảm biến Hall 1 con quay hồi chuyển 3 trục 1 gia tốc kế 3 trục 8 cảm biến lực 2 cảm biến va chạm ở hai chân Cảm biến siêu âm: 2 bộ phát, 2 bộ nhận. 2 cảm biến hồng ngoại 4 mic thu âm thanh 2 camera Cảm biến điện dung | 36 encoder sử dụng cảm biến Hall 1 con quay hồi chuyển 3 trục 1 gia tốc kế 3 trục 8 cảm biến lực 2 cảm biến va chạm ở hai chân Cảm biến siêu âm: 2 bộ phát, 2 bộ nhận. 2 cảm biến hồng ngoại 4 mic thu âm thanh 2 camera Cảm biến điện dung |
| Kết nối                  | Ethernet, Wi-Fi IEEE 802.11 a/b/g | Ethernet, Wi-Fi IEEE 802.11 a/b/g | Ethernet, Wi-Fi IEEE 802.11 a/b/g | Ethernet, Wi-Fi IEEE 802.11 a/b/g | Ethernet, Wi-Fi IEEE 802.11 a/b/g/n | Ethernet, Wi-Fi IEEE 802.11 a/b/g/n |

### Các dự án liên quan
- Romeo (French Wikipedia)
- Pepper (robot)

### Robot có vai trò, cấu hình, kích thước và thời đại tương tự
- Atlas (robot)
- Kirobo
- Manav (robot)
- ICub
- InMoov
- QRIO
- REEM
- Robotis Bioloid